# 파차라 콩왓마이
파차라 콩왓마이(태국어: พชร คงวัดใหม Phachara Khongwatmai[*], 1999년 5월 3일 ~ )는 태국의 프로 골프 선수이다. 2014년 프로 골프 무대에 데뷔했고 현재는 아시안 투어에서 뛰고 있다. 2013년에 14세의 나이로 아세안 투어에서 우승함으로써 최연소 우승 기록을 남겼다.